# Obeltis
Der Obeltis ist ein 18,8 Kilometer langer Fluss in Litauen. Sie mündet südlich des Städtchens Stakliškės als linker und bedeutender Nebenfluss in die Verknė, einen Zufluss der Memel (litauisch Nemunas). Das naturbelassene und unbegradigte Flüsschen mäandriert sehr stark und fließt durch eine dünn besiedelte Agrar- und Waldlandschaft. Die Region ist von Landflucht geprägt. Das Einzugsgebiet hat eine Fläche von 92 km².
Der Fluss ist nicht für Zwecke des Wassersports geeignet. Namensgebend für den Fluss war der Apfelbaum (litauisch Obelis).

## Verlauf
Der Fluss entspringt etwa zwei Kilometer südwestlich der Stadt Butrimonys. Die Mündung befindet sich südlich der Stadt Stakliškės, 27,1 Kilometer oberhalb der Mündung der Verknė in die Memel.
Orte am Flusslauf sind (Einwohnerzahl von 2011 in Klammern): Trakininkai (89), Griškonys (42), Plasapninkai (89) und Geruliai (14) in der Rajongemeinde Alytus; Baudėjos (7) und Žiupa (?) in der Rajongemeinde Prienai.

### Zuflüsse
Die Vorfluter sind:
- links: Plasaupė, Kriaušius, Kremeza, Baudeika;
- rechts: Rūdija.

### Wasserlaufnummern
Die Wasserlaufnummern sind nach litauischer Nummerierung: Obeltis – 10011073, Verknė – 10011050 und Memel – 10010001. 